# Lilliput mkomaziensis
Lilliput mkomaziensis är en spindelart som beskrevs av Wesolowska, Russel-Smith 2000. Lilliput mkomaziensis ingår i släktet Lilliput och familjen hoppspindlar. Inga underarter finns listade i Catalogue of Life.